# Séricorne fléché
Pyrrholaemus sagittatus
Espèce
Statut de conservation UICN

 LC  : Préoccupation mineure
Synonymes
- Chthonicola sagittatus

Le Séricorne fléché (Pyrrholaemus sagittatus) ou fauvette terrestre, est une espèce de passereaux de la famille des Acanthizidae.

## Répartition et habitat
Il est endémique à l'est  de l'Australie où il fréquente les forêts tempérées.

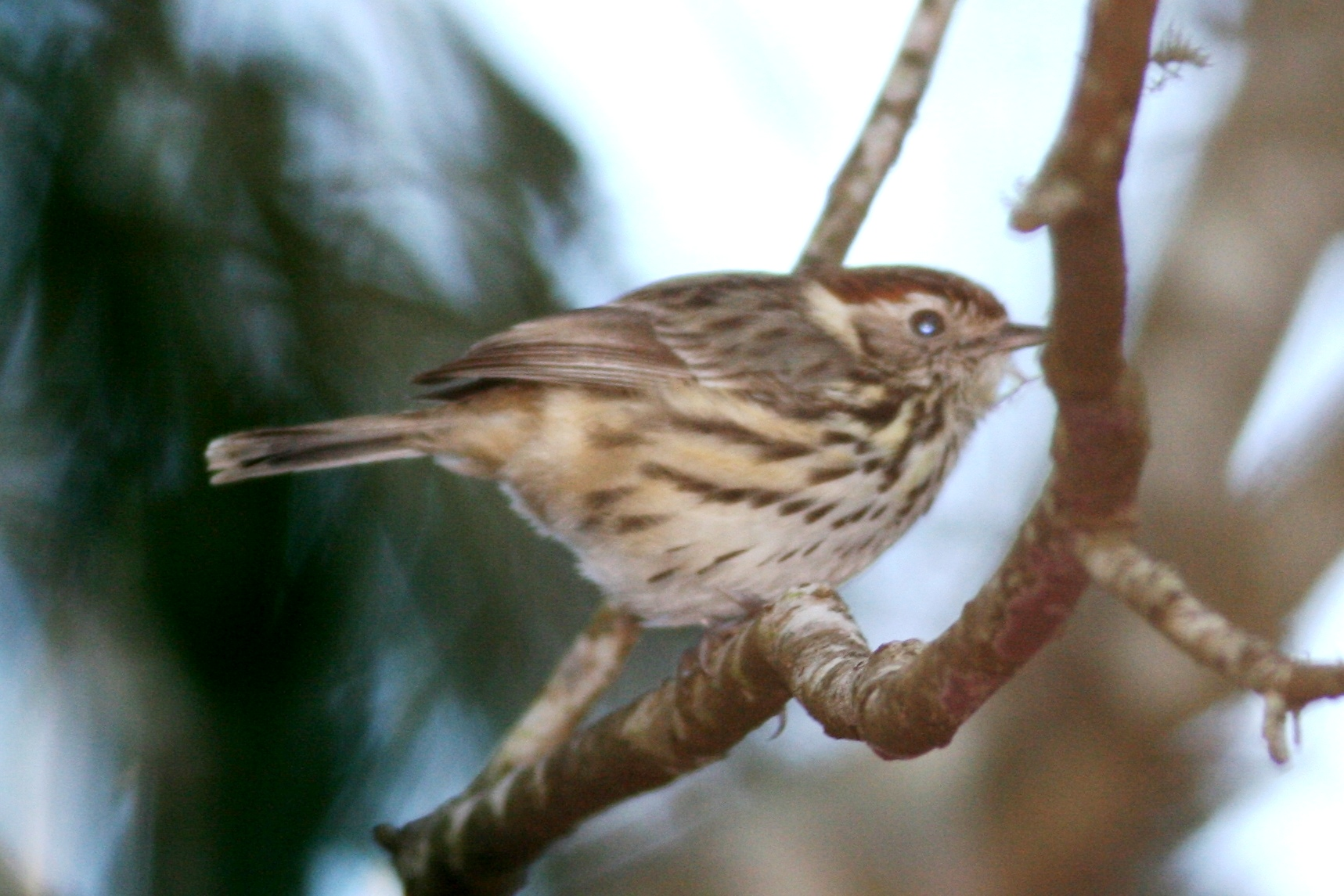
Séricorne fléché dans le Queensland en Australie en mai 2009.